# Vins-sur-Caramy
Vins-sur-Caramy är en kommun i departementet Var i regionen Provence-Alpes-Côte d'Azur i sydöstra Frankrike. Kommunen ligger i kantonen Brignoles som tillhör arrondissementet Brignoles. År 2022 hade Vins-sur-Caramy 936 invånare.

## Befolkningsutveckling
Antalet invånare i kommunen Vins-sur-Caramy
| Referens: INSEE |